# Мудумалай (национальный парк)
Мудумалай (англ. Mudumalai National Park, там. முதுமலை வனவிலங்கு காப்பகம், хинди मुदुमलाई वन्यजीव अभयारण्य) — национальный парк в индийском штате Тамилнад.

## География
Находится в северо-западной части горного массива Нилгири, в округе Нилгири, в 160 км к северо-западу от Коимбатура, на границе со штатами Карнатака и Керала. Высота территории над уровнем моря меняется от 960 до 1266 м. Ближайший город — Ути (около 67 км). Площадь составляет 103,23 км². Мудумалай представляет собой биокоридор между другими частями биосферного заповедника Нилгири. К северу от него находится национальные парки Бандипур и Нагархол, к западу — заповедник Ваянад, к югу — национальные парки Мукуртхи и Сайлент-Вэлли. К востоку расположено плато Сигур, соединённое с заповедниками Сатхьямангалам и Билигириранга-Хиллс. Во всех этих парках и прилегающих охраняемых лесах обитает значительная популяция слонов, численность которой составляет 1800—2300 особей. Высота территории над уровнем моря изменяется от 960 до 1266 м. Климат характеризуется как тропический засушливый и тропический влажный в зависимости от конкретной местности. Годовой уровень осадков составляет от 790 до 2000 мм.

## Фауна
Парк является домом для 55 видов млекопитающих, 227 видов птиц, 34 видов рептилий, 21 вида амфибий и 50 видов рыб. Из млекопитающих стоит отметить тигров (популяция, численность которой составляет от 44 до 80 особей является одной из крупнейших в Индии), индийского леопарда, индийского слона, серого лангура, индийского макака, полосатую гиену, аксиса, камышового кота, бенгальскую кошку и другие виды. Парк характеризуется самой большой плотностью популяции тигров: на каждые 8,67 км² приходится как минимум 1 тигр.
Рептилии включают тигрового питона, очковую змею, индийского крайта, куфию и др.

## Галерея

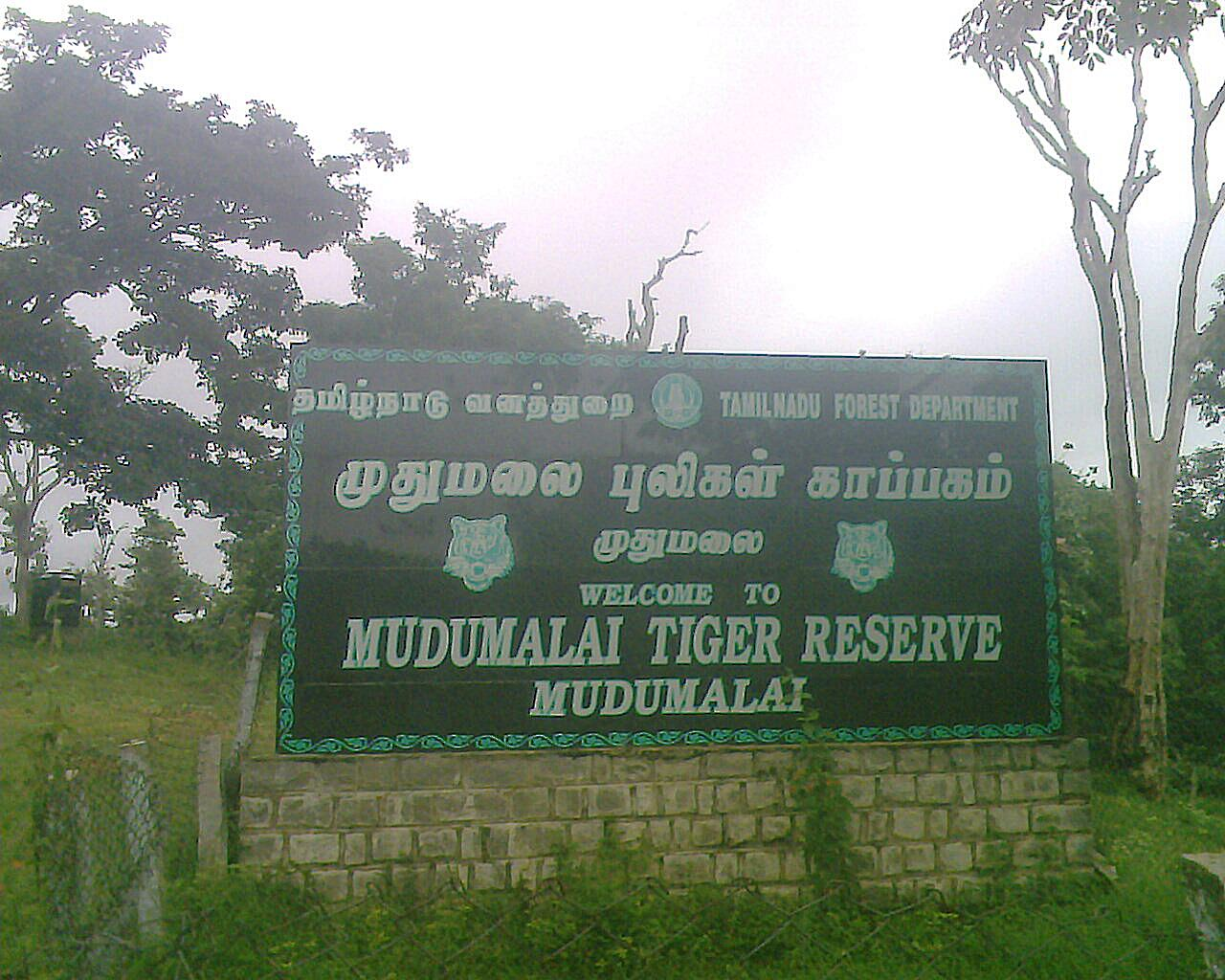
Знак на границе тигриного заповедника Мудумалай
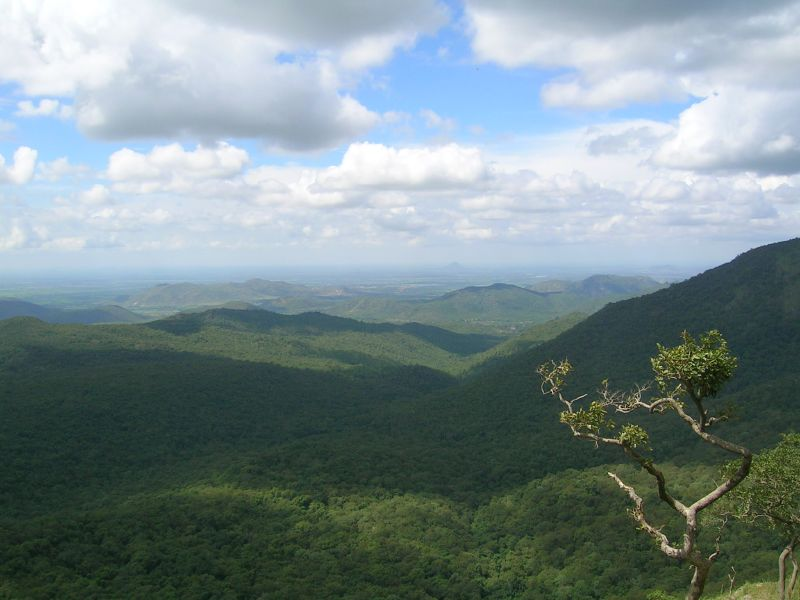
Вид на леса парка
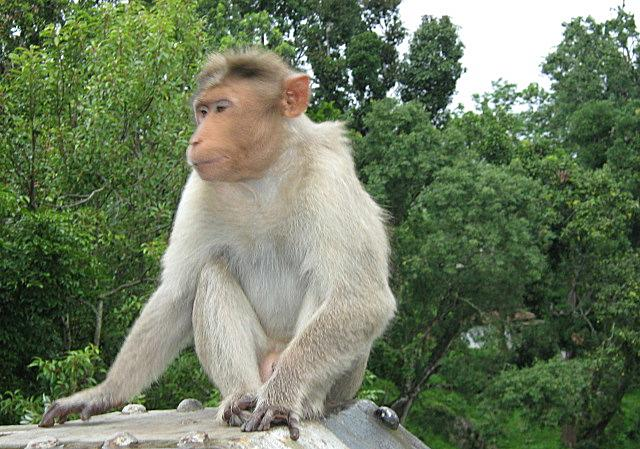
Обезьяна в парке Мудумалай
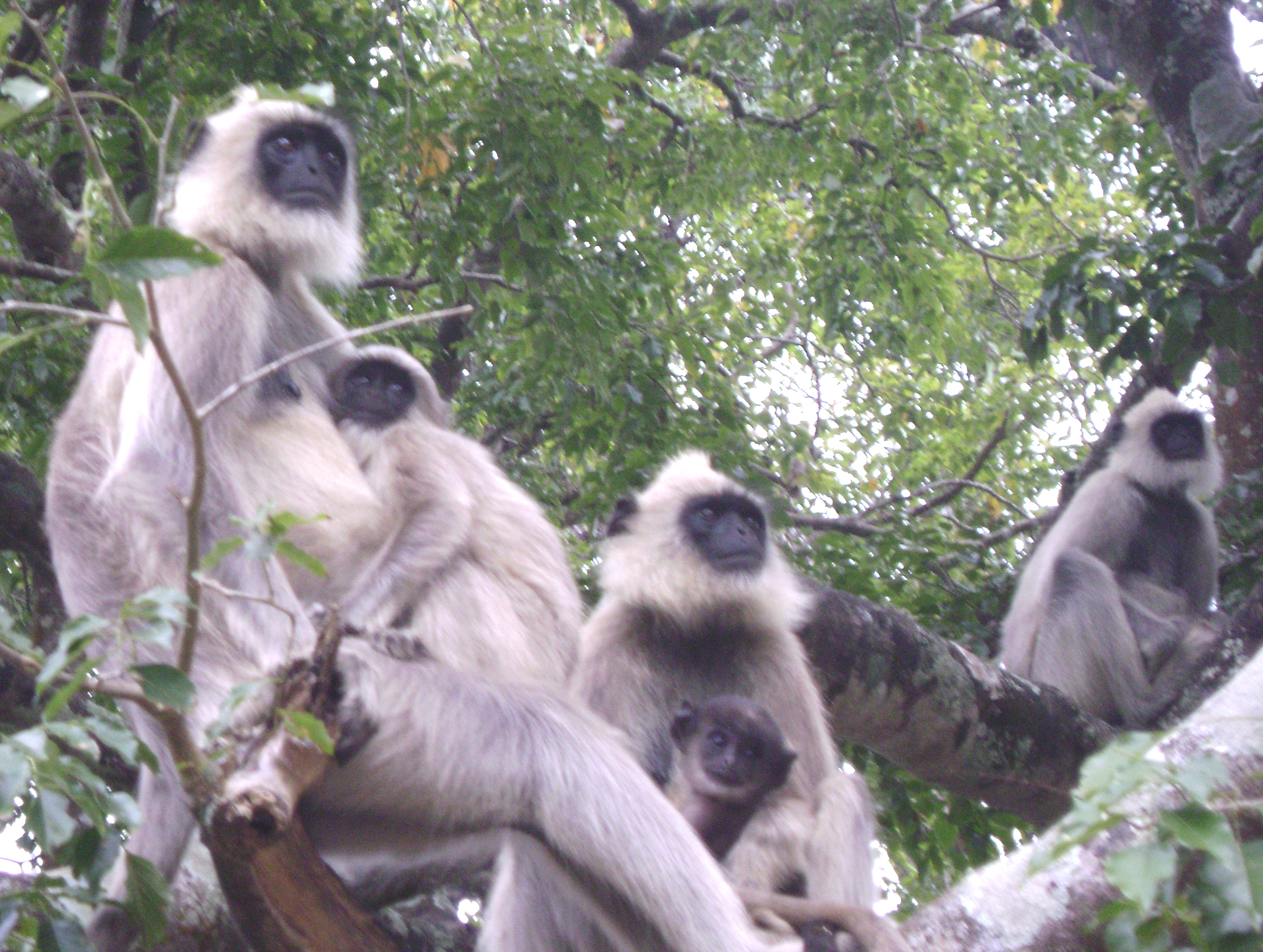
Семья серых лангуров
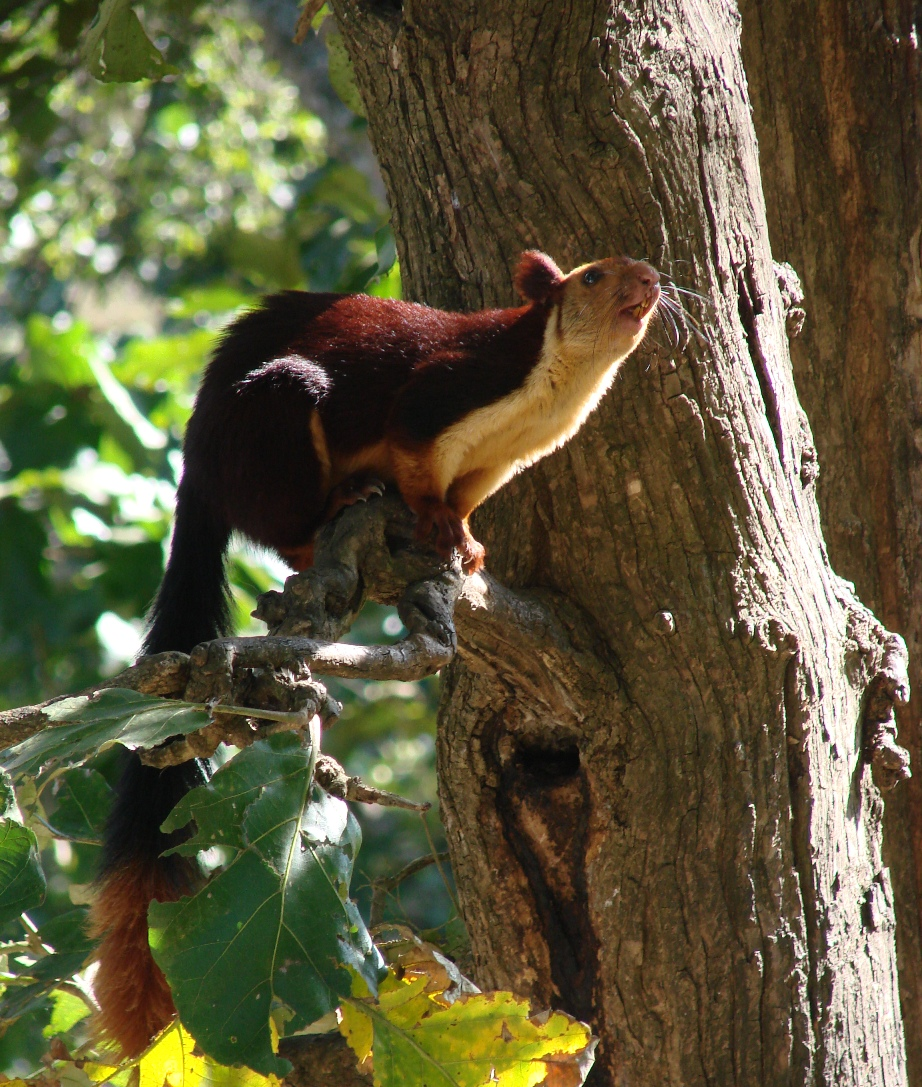
Малабарская гигантская белка в парке Мудумалай
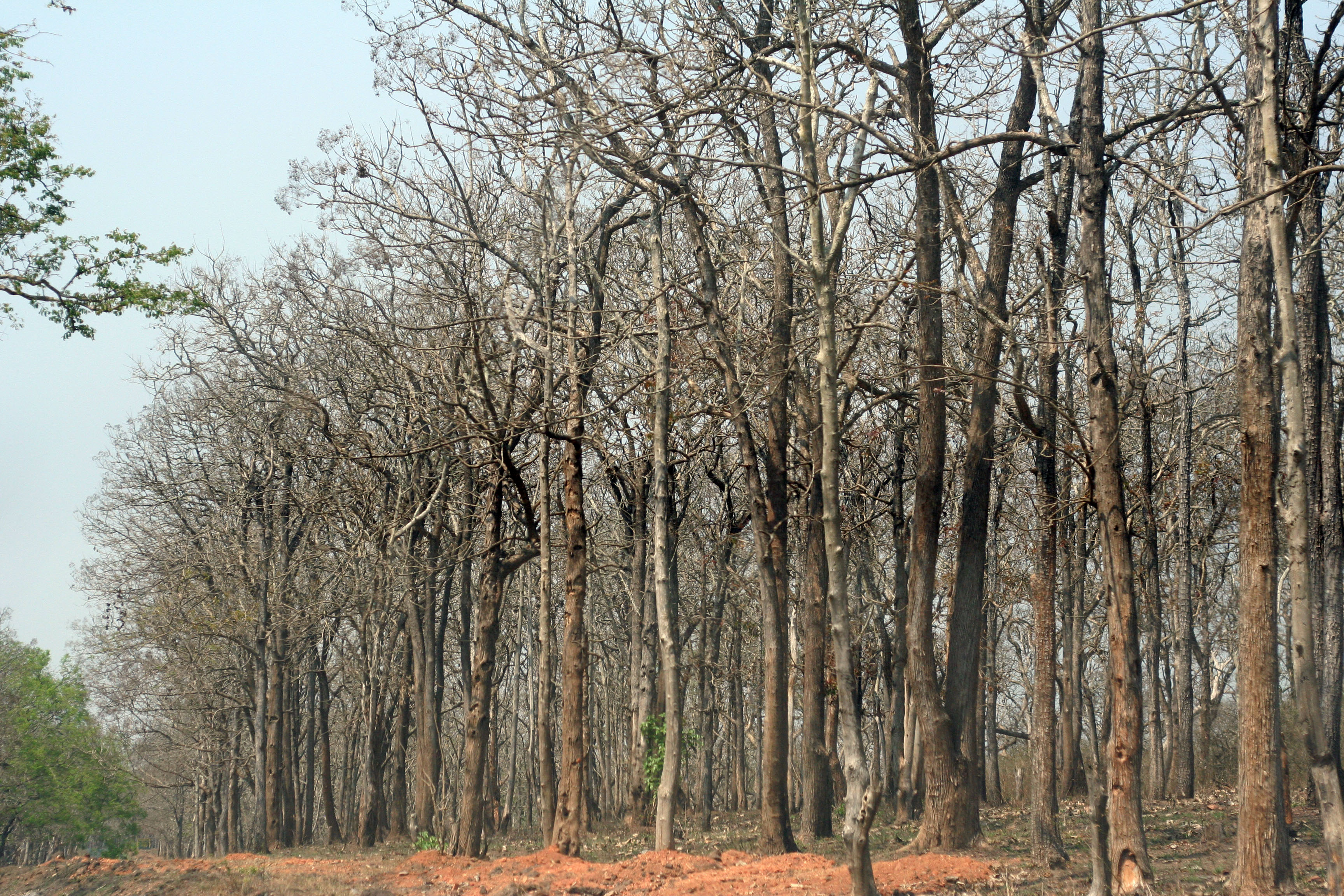
Деревья после лесного пожара